# 李森先
李森先（？—1660年），字琳芝（琳枝），山東平度州人，山東掖縣（今山東萊州）籍，明末清初政治人物。

## 生平
崇禎九年（1636年）山東鄉試舉人，崇禎十三年（1640年）登進士，授國子監博士。明亡後降李自成，任祠祭司从事。順治二年（1645年）山东巡抚方大猷疏荐，七月授江西道试御史，風骨冷峻，鐵面無私，以“不愧朝廷，不愧百姓”以自励。八月，弹劾弘文院大学士馮銓及其子馮源淮不法之事，多爾袞以國事未穩，決定支持馮銓，森先反遭夺官，清初南北黨爭可說是明末東林黨爭之餘緒。順治七年，多爾袞死，九年以原官起用。丁艰归，順治十三年（1656年）三月服阕，授四川道监察御史，巡按江南苏松。十四年二月以属役张电臣侵分漕折银两，以循縱被革职，又援引诏款，代求赦免，市恩徇情，被重处，流徙尚阳堡。上免森先流徙，仍复原官。十五年八月奉命查荒河南，卒於任上。

## 著作
著有《椒雨園集》、《李森先諫草》、《天中記遊》。

## 延伸阅读
[在维基数据编辑]
 《清史稿·卷244》，出自趙爾巽《清史稿》